# منطقة عائرة
المنطقة العائرة أو المنطقة الوالجة  (وحرفيا المنطقة غير المؤكدة) (بالإنجليزية: Zona incerta) هي منطقة ممتدة أفقيا من المادة الرمادية في المهاد السفلي أسفل المهاد. تمتد روابطها بشكل كبير عبر الدماغ من القشرة المخية إلى النخاع الشوكي.
وظيفتها غير معروفة لحد الآن، وقد اقتُرحت العديد من الوظائف ذات الصلة «بالتكامل الحركي الطرفي» مثل التحكم في النشاط الأحشائي والألم، تبويب المُدخل الحسي، ومزامنة نظم الدماغ القشرية وتحت القشرية. خللها الوظيفي قد يلعب دورا في متلازمة الألم المركزية. وقد تم تعريفها أيضا على أنها هدف واعد لعلاج تحفيز عميق للدماغ لمعالجة مرض باركنسون.
تم وصف تواجدها لأول مرة سنة 1877 بواسطة أوغست فوريل بأنها «منطقة لا يمكن أن يقال عنها شيء مؤكد». بعد ذلك بمئة وثلاثين سنة في أواخر العام 2007، قالت عنها نادية أربين ومارتن ديشين من جامعة لافال «المنطقة العائرة من ضمن أقل المناطق دراسة في الدماغ، وإسمها لا يظهر حتى في كشافات وفهارس الكتب الدراسية».